# Turbacz (miejscowość)
Turbacz – nazwa miejscowości (schroniska turystycznego) w wykazie urzędowych nazw miejscowości i ich części, odnosząca się do schroniska PTTK na Turbaczu – położonego w Polsce, w województwie małopolskim, w powiecie nowotarskim, w gminie Nowy Targ.
W pobliżu znajduje się najwyższy szczyt Gorców Turbacz.
W latach 1975–1998 schronisko administracyjnie było położone w województwie nowosądeckim.